# Municipio de Franklin (condado de Snyder)
El municipio de Franklin (en inglés: Franklin Township) es un municipio ubicado en el condado de Snyder en el estado estadounidense de Pensilvania. En el año 2000 tenía una población de 2.094 habitantes y una densidad poblacional de 28 personas por km².

## Geografía
El municipio de Franklin se encuentra ubicado en las coordenadas 40°44′00″N 77°04′59″O / 40.73333, -77.08306.

## Demografía
Según la Oficina del Censo en 2000 los ingresos medios por hogar en la localidad eran de $34,583 y los ingresos medios por familia eran $37,950. Los hombres tenían unos ingresos medios de $30,238 frente a los $18,684 para las mujeres. La renta per cápita para la localidad era de $16,397. Alrededor del 10,1% de la población estaban por debajo del umbral de pobreza.